# Палма, Алерино
Алерино Палма (ит. Alerino Palma di Cesnola, Ривароло-Канавезе, 1776 — Эрмуполис, 1851) — итальянский революционер и филэллин, юрист, писатель.

## Биография
Граф Алерино Палма родился в 1776 году в городе Ривароло -Канавезе, Пьемонт. Будучи юристом (магистрат), примкнул к революционному движению Карбонарии, организовал и руководил в городе Иврея первой группой принявшей участие в революции марта 1821 года в Пьемонте, и в последующих революциях.
Был приговорён к смерти в Турине. Бежал сначала в Испанию, а затем в восставшую Грецию.
Первоначально Палма принял участие в военных действиях греческих повстанцев против османов. Но затем был вовлечён в юридическую деятельность. В январе 1826 года Палма предложил временному правительству Греции организацию Государственного совета. В том же году, на острове Идра, Палма издал книгу, которая была переведена на греческий, под названием «Политический катехизис эллинов». В том же 1826 году , Палма издал в Лондоне книги под названиями «Краткое описание морского похода лорда Кохрэна» и «Греческие требования в двух словах». После окончания Освободительной войны Греции, Палма остался в стране до конца своей жизни. Стал членом Ареопага (Верховного кассационного суда Греции). Умер в 1851 году в городе Эрмуполис, остров Сирос.
Палма стал кавалером ордена и получил крест Орден Святых Маврикия и Лазаря.